# 신부일기 (영화)
"신부일기"는 1970년 공개된 대한민국의 영화이다.

## 캐스팅
- 신성일
- 문희
- 최인숙
- 김동원